# Michel Blavet
Michel Blavet   (Besançon, 13 de març de 1700 - París, 28 d'octubre de 1768) fou un flautista francès.
Blavet va aprendre a tocar quasi tots els instruments, però es va especialitzar amb la flauta i el fagot. Va ser un dels millors flautistes de França. Va ser molt famós per mantenir una perfecte entonació, fins i tot tocant les claus més difícils, i per la bellesa del seu to. Quan va tenir quaranta anys, Blavet havia estat la flauta principal en els musicals de Lluís XV, la Musique du Roi, i l'orquestra de l'Òpera de París. Blavet va rebutjar l'oferta d'un lloc en la cort de Frederic el Gran (que Quantz va acceptar finalment quan el pagament s'havia incrementat de manera significativa).
Blavet va escriure principalment per a la flauta. Entre les seves obres hi ha un gran concert i tres llibres de sonates. Totes les seves obres estan escrites només amb les claus més simples, ja que les va escriure per flautistes aficionats. Són, sense cap dubte, algunes de les millors partitures que s'han escrit per a la flauta.
Les seves obres expressen felicitat i són una meravella a l'hora de tocar-les.
Quantz, un dels seus grans amics, li va escriure una petita frase dedicada: "El seu caràcter tan afable i la seva manera tan bella d'expressar-se donen lloc a una gran i duradora amistat entre nosaltres. I estic en deute amb ell pels seus múltiples actes de bondat."
També va ser un bon pedagog del seu instrument, tenint entre els seus alumnes un, que després parcticament el va superar en Joseph Tacet.